# Foucher de Limoges
Pour les articles homonymes, voir Limoges (homonymie).
 (décembre 2016).
Si vous disposez d'ouvrages ou d'articles de référence ou si vous connaissez des sites web de qualité traitant du thème abordé ici, merci de compléter l'article en donnant les références utiles à sa vérifiabilité et en les liant à la section « Notes et références ».
Foulques de Limoges (mort en 886), fidelis de Charles II le Chauve, est le fondateur de la maison de Limoges.

## Biographie
Foulques de Limoges fidelis de Charles II le Chauve, accompagna le roi lors des nombreuses guerres qu'il mena. On lui attribue le titre d'industrium fabrum in lignis - habile ouvrier en bois - parce qu'il était le concepteur de redoutables machines de guerre. En récompense de ses services, Charles II lui donna la vicomté de Limoges, qui devait garder les marches du royaume, à la frontière d'une Aquitaine à peine soumise. Il fut couronné à Limoges en 876 et fit aussitôt battre monnaie.
Foucher de Limoges avait autorité sur le Limousin et tout le Berry. La promulgation, l'année suivante, du capitulaire de Quierzy, véritable acte de naissance de la féodalité, établissait définitivement sa dynastie sur la vicomté en la rendant héréditaire. Il est ainsi le premier vicomte de Limoges, d'où est issue la Maison de Rochechouart, la plus ancienne famille de la noblesse française subsistante après la famille royale. Marié à une fille de Gérard, comte d'Auvergne et de Poitiers, il eut un fils, Hildebert, qui lui succéda à sa mort en 886, comme vicomte de Limoges.